# 서울중랑소방서
서울중랑소방서(서울中浪消防署, Seoul Jungnang Fire Station)는 서울특별시 중랑구를 관할하는 서울특별시 소방재난본부 산하의 소방서다.

## 조직
| - 소방행정과 - 소방행정팀 - 장비회계팀 - 홍보교육팀 | - 재난관리과 - 대응총괄팀 - 구조팀 - 구급팀 | - 예방과 - 예방팀 - 검사지도팀 - 위험물안전팀 | - 현장대응단 - 지휘팀 - 진압대 - 구조대 |

## 관할센터 및 관할구역
서울중랑소방서는 3개의 119안전센터와 1개의 현장대응단을 산하에 두고 있다.
| 명칭                      | 사진 | 주소                  | 관할구역                             | 지역대 |
| ------------------------- | ---- | --------------------- | ------------------------------------ | ------ |
| 서울중랑소방서 현장대응단 |      | 신내로 183 (신내동)   | 신내동, 묵1동 단, 구조는 중랑구 일원 |        |
| 면목119안전센터           |      | 동일로 475 (면목동)   | 면목 2·4·5·7동, 면목 3·8동 일부      |        |
| 망우119안전센터           |      | 용마산로 524 (망우동) | 망우동, 면목 3·8동 일부              |        |
| 중화119안전센터           |      | 동일로 783 (중화동)   | 중화동, 상봉동, 묵 2동               |        |

## 사건사고
- 2007년 5월 17일 원묵초등학교에서 안전교육을 하던 도중 고가사다리차의 와이어가 끊어져 학부모 2명이 그 자리에서 숨지고 1명이 크게 다쳤다.[5]

## 같이 보기
- 대한민국 소방청
- 대한민국의 소방
- 소방관 계급